# Eldar Rjazanov
Eldar Rjazanov (ryska: Эльдар Александрович Рязанов), född 18 november 1927 i Kujbysjev (nu Samara), död 30 november 2015 i Moskva, var en sovjetisk/rysk filmregissör känd för sina många komedier.
Rjazanovs mest kända film är Ödets ironi från 1975. Filmen, som är ett tragikomiskt förväxlingsdrama som utspelas på nyårsnatten, har en underton av samhällskritik. Filmen sågs av miljontals biobesökare när den kom och visas ofta under nyårshelgen på ryska TV-kanaler. År 1983 nominerades Rjazanov till Guldpalmen vid Filmfestivalen i Cannes för filmen Möte på station. Under de sista åren i sitt liv drev han biografen Eldar i en förort till Moskva där han ibland visade kontroversiella filmer som inte gick upp på andra biografer.

## Eftermäle
Asteroiden 4258 Ryazanov är uppkallad efter honom.

## Filmografi i urval
- 1956 – Karnevalsnatten
- 1966 – Beregis avtomobilja
- 1975 – Ödets ironi
- 1983 – Möte på station
- 1988 – Zabytaja melodija dlja flejty